# Blitz nell'oceano
Blitz nell'oceano (Raise the Titanic) è un film del 1980 diretto da Jerry Jameson, tratto dal romanzo Recuperate il Titanic!, scritto da Clive Cussler.

## Trama
Allo scopo di realizzare un programma di difesa nucleare, gli Stati Uniti hanno la necessità di reperire un raro minerale, il cosiddetto "bizanio", scoperto in un giacimento di un'isola nei pressi del circolo polare artico nei primi anni del '900.
Negli anni'80, Dirk Pitt salva un ricercatore americano che indagava sul sito, prima che venga catturato da un militare russo. Pitt riporta il ricercatore negli Stati Uniti e viene accolto dallo scienziato Gene Seagram e dall'ammiraglio Sandeker. A Pitt il ricercatore americano ha riferito che il sito minerario era esaurito. Pitt ipotizza un'operazione militare americana segreta svoltasi negli anni '10 che estrasse i 300 chili di bizanio del giacimento, con l'intento di spedirlo lontano dal controllo dei russi e che tale operazione fosse fallita in quanto la squadra, già allora decimata dai russi, si imbarcò sul Titanic.
Con il permesso del presidente, gli Stati Uniti iniziano una gigantesca operazione di recupero tenuta sotto silenzio, ma il progetto sfugge velocemente di mano venendo scoperti da tutto il mondo. Dopo diverse settimane di ricerca Pitt riesce a trovare il relitto della nave ancora in buone condizioni generando una pubblicità incontenibile che giunge sia in America che in Russia alimentando la curiosità della superpotenza d'oltreoceano già in procinto di preparare un piano difensivo contro i progetti degli americani. Alcune complicazioni avvenute con i batiscafi a 4.000 metri di profondità costringono Pitt a iniziare una corsa contro il tempo per il recupero effettivo.
La nave viene messa in condizioni di galleggiabilità e iniziano i preparativi per scendere nelle stive, ma i detriti impediscono qualunque tipo d'intervento costringendo l'esercito americano ad attendere i rimorchiatori supplementari. Il capitano Prevlov, consigliere ed ufficiale sovietico del Mikail Kurkov, tenta una blanda minaccia verso gli americani rivendicando la proprietà del minerale, rivelando anche di conoscere i dettagli dell'utopico progetto difensivo e anche delle possibilità offensive che un minerale come il bizanio possa offrire, aprendo alla possibilità dell'uso bellico.
La trattativa si conclude con la ritirata della nave sovietica. Il Titanic viene rimorchiato finalmente a New York e messo in bacino di carenaggio. pronto per essere esplorato, ma una volta raggiunta la stiva designata al carico, si scopre essere vuota. Pitt e Seagram scoprono un'informazione male interpretata e scoprono l'effettiva verità. La missione svoltasi negli anni '10 vide gli americani in svantaggio, e per depistare i russi, la spedizione seppellì il bizanio estratto in un cimitero inglese nella fossa di uno dei compagni caduti, e nella nave l'ultimo membro sopravvissuto s'imbarcò con casse riempite di ghiaia. Arrivati sulla tomba Seagram ha un ripensamento circa i possibili danni, e insieme a Pitt si lasciano la tomba alle spalle non rivelando l'ubicazione effettiva del minerale.

## Critica
La critica al film fu particolarmente dura tanto da candidarlo ai Razzie Awards come peggior film, peggior sceneggiatura e peggior attore protagonista. Il risultato al botteghino fu un autentico fiasco raccogliendo 7 milioni di dollari a fronte dei 40 spesi per la realizzazione; Clive Cussler, l'autore del romanzo Recuperate il Titanic! da cui è tratto il film, partecipò alla scrittura della sceneggiatura ma dopo il flop decise di non dare più il consenso a che dai suoi libri venissero tratti dei film fino al 2005, quando diede l'assenso per girare Sahara. Il film, come il libro, è ad oggi completamente superato poiché quando fu girato nel 1978 non si sapeva dove fosse effettivamente il Titanic (lo si scoprirà solo nel 1985) e inoltre si era convinti che la nave fosse affondata intera, così come fu stabilito inizialmente dall'inchiesta americana del 1912. Altro errore era lo stato della nave: si credeva che a quella profondità (3.787 metri circa) con l'acqua a -4° ed una pressione elevata ci fosse praticamente assenza di flora subacquea e meno ossigeno nell'acqua tale da conservare la nave; il rinvenimento del relitto nel 1985 dimostrò invece il contrario, con la nave spezzata in due tronconi e la poppa quasi completamente distrutta.

## Premi
1980 - Razzie Awards
- Nomination - Peggior film
- Nomination - Peggior attore non protagonista: David Selby
- Nomination - Peggior sceneggiatura